# A Silver Mt. Zion
A Silver Mt. Zion [ə ˈsɪlvɚ maʊnt ˈzaɪən], ou anciennement The Silver Mt. Zion Memorial Orchestra & Tra-La-La Band ou Tra-La-La Band with Choir and Thee Silver Mountain Reveries voire Silver Mt. Zion (initiales SMZ) est un groupe canadien de post-rock, originaire de Montréal, au Québec. Il est formé en 1999.
Le groupe compte au total sept albums studio et un EP, tous publiés au label Constellation Records. Leur premier album He Has Left Us Alone but Shafts of Light Sometimes Grace the Corner of Our Rooms... est publié en 2000 et — à l'exception de deux chansons — est purement instrumental. Au fil du temps, le style musical du groupe évolue alors qu'il passe d'un trio à un quintette. À la sortie de Horses in the Sky, le groupe commence à s'impliquer dans les parties vocales. L'album Kollaps Tradixionales est publié en février 2010. Il comprend sept chansons, dont trois ont été jouées en concert. Un autre album Fuck Off Get Free We Pour Light on Everything est publié en janvier 2014.
Le style musical de Silver Mt. Zion est décrit « post-rock », mais les membres hésitent à utiliser ce terme. Le chanteur et guitariste Efrim Menuck l'identifie plus vers le côté punk rock.

## Biographie

### Origines (1999–2000)

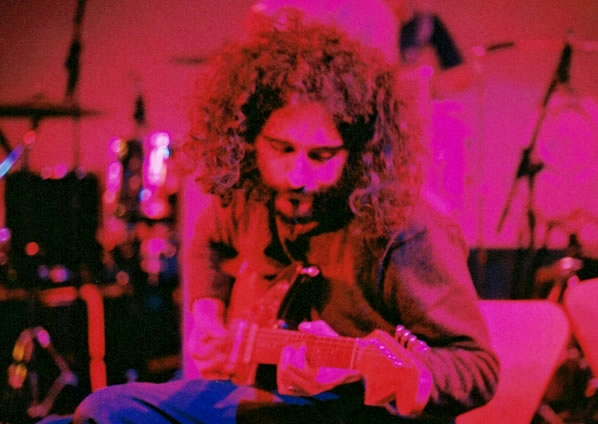
Efrim Menuck jouant avec Godspeed You! Black Emperor en novembre 2000.

A Silver Mt. Zion est formé en 1999 par trois membres de Godspeed You! Black Emperor, Efrim Menuck, Sophie Trudeau et Thierry Amar. Selon une interview à la radio néerlandaise, ce projet a été créé en premier lieu pour qu’Efrim Menuck puisse apprendre à écrire de la musique, mais cette idée a été rapidement abandonnée, Efrim Menuck préférant considérer que la musique n'a pas à être contrainte par des règles. Il a cependant continué à le faire vivre pour y expérimenter certaines idées n’allant pas dans le cadre de Godspeed You! Black Emperor. La décision d'enregistrer un premier album a été influencée par la mort de son chien Wanda alors que Godspeed You! Black Emperor était en tournée.
Le nom A Silver Mt. Zion semble faire référence à l’Esplanade des mosquées (Mont du temple dans l'Ancien Testament, Temple Mount en anglais), le point culminant de Jérusalem. Efrim Menuck étant juif, des références au judaïsme sont de temps à autre présentes dans la musique du groupe, le premier album étant caractérisé par M. Menuck comme étant une « expérience juive » (jewish experience en anglais), bien que celui-ci ait pris ses distances avec le mouvement sioniste et critique l’attitude actuelle du gouvernement israélien. 

### Expansion (2000–2009)

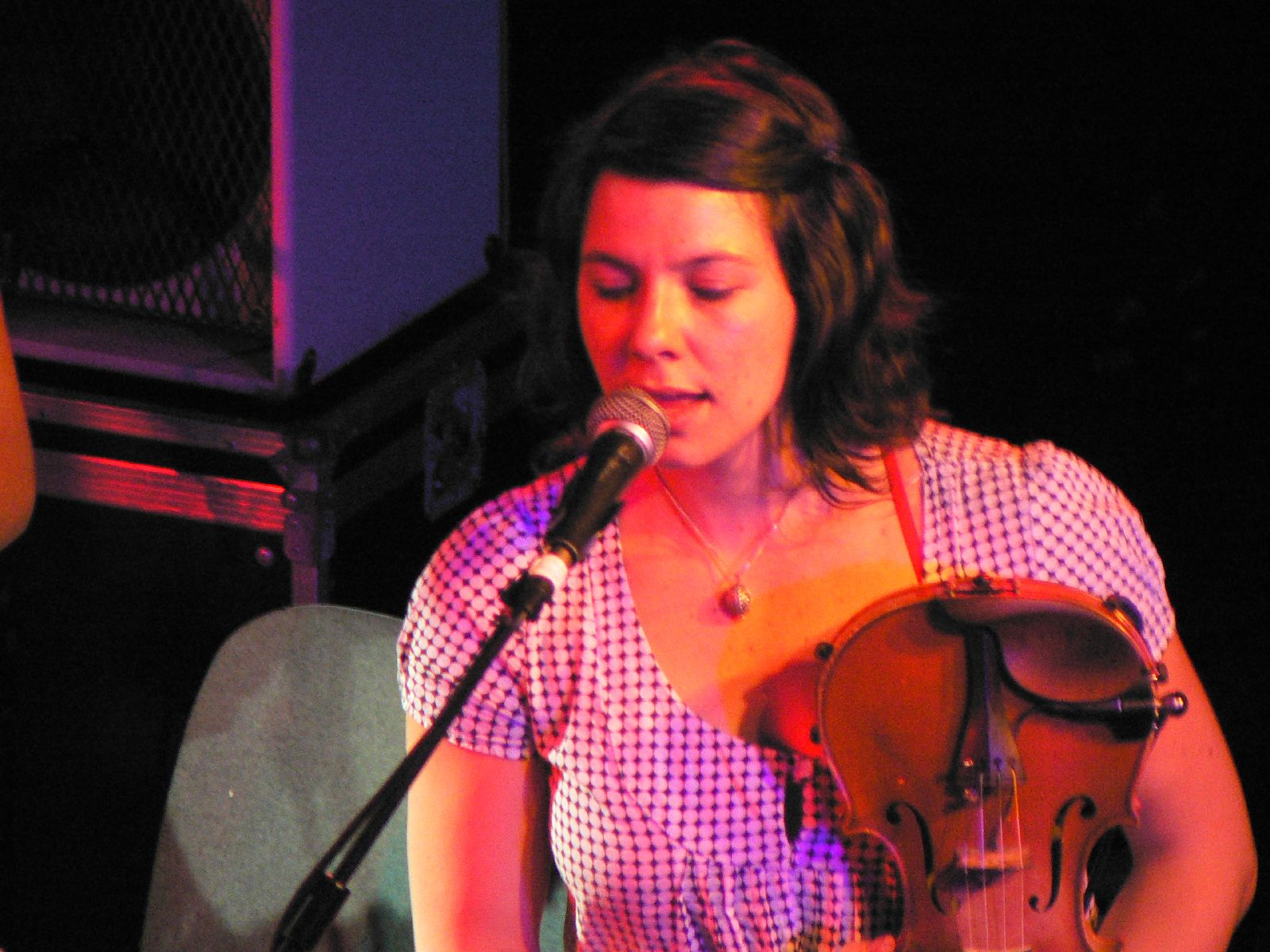
Sophie Trudeau.

Après la sortie de ce premier album, He Has Left Us Alone but Shafts of Light Sometimes Grace the Corner of Our Rooms..., le groupe passe à 6 membres et se renomma « The Silver Mt. Zion Memorial Orchestra and Tra-la-la Band » et enregistra un deuxième album, Born into Trouble as the Sparks Fly Upward. Pour "This Is Our Punk-Rock," Thee Rusted Satellites Gather+Sing, le troisième album, le groupe recruta une chorale amateur et son nom devient The Silver Mt. Zion Memorial Orchestra and Tra-la-la Band with Choir. Pour l’EP qui suivit, Pretty Little Lightning Paw, il devient Thee Silver Mountain Reveries. S'ensuit Horses in the Sky en 2005, leur cinquième album, où le groupe apparaît cette fois sous le nom de Thee Silver Mt. Zion Memorial Orchestra & Tra-La-La Band. 
D'après diverses interviews du groupe, cet album est principalement composé autour de feux de camps. Enfin, en 2008 sort 13 Blues for Thirteen Moons. Le batteur habituel du groupe reprend ses études et est donc remplacé par le batteur de l'ex-groupe HangedUp sur cet album. Un son résolument rock se dégage de ces nouvelles compositions. Silver Mount Zion durcit son jeu, et cela se ressent également en concert.

### Kollaps Tradixionales(depuis 2010)
Au début de 2010, Kollaps Tradixionales, sixième album du groupe qui se nomme désormais Thee Silver Mt Zion Memorial Orchestra, sort dans les bacs. Il comprend sept morceaux dont deux joués lors des tournées précédentes (Metal Bird et There is a Light). Au début de mars 2010, le groupe repart pour une tournée européenne. En 2014, le groupe sort l'album Fuck Off Get Free We Pour Light On Everything, poursuivant tant sur disque qu'en concert un certain durcissement du son.

## Style musical et militantisme
Contrairement à Godspeed You! Black Emperor, les morceaux d’A Silver Mt. Zion comportent beaucoup de voix, d’Efrim Menuck principalement, et même des chœurs dans les derniers albums ("This Is Our Punk-Rock," Thee Rusted Satellites Gather+Sing et Horses in the Sky), alors que ceux-ci ne contiennent plus de morceaux purement instrumentaux. Efrim Menuck avoua s'être senti mal à l’aise à l’origine dans le rôle du chanteur, bien qu’il n'ait pas voulu que les voix soient le centre de la musique d’A Silver Mt. Zion, mais préférentiellement utilisées d'un pur point de vue stylistique.
Les morceaux d’A Silver Mt. Zion sont marqués par l'engagement politique du groupe. 13 Angels Standing Guard 'round the Side of Your Bed semble être dirigé en direction des anarchistes du Black Bloc, selon le livret de He Has Left Us Alone but Shafts of Light Sometimes Grace the Corner of Our Rooms…. Le morceau « Triumph of Our Tired Eyes » sur leur deuxième album se lamente sur l'état du monde actuel, sans abandonner toutefois de solides espoirs sur le futur. Y figurent des références à A Las Barricadas, une chanson des anarchistes espagnols de la Guerre d'Espagne. Horses in the Sky (2005) contient également des morceaux engagés politiquement, notamment God Bless Our Dead Marines et Ring Them Bells (Freedom Has Come and Gone), dirigés contre l'invasion anglo-américaine de l'Irak. D’une manière générale, A Silver Mt. Zion est considéré comme étant un groupe proche des mouvements anarchistes.

## Membres

### Membres actuels
- Efrim Menuck : guitare, piano, chant, effets sonores
- Sophie Trudeau (en) : violon, chant
- Thierry Amar (en) : contrebasse, basse, chant
- David Payant : batterie, percussions, orgue, chant
- Jessica Moss (en) : violon, chant

### Anciens membres
- Ian Ilavsky : guitare, orgue, harmonium, voix
- Rebecca Foon (en) : violoncelle, voix
- Eric Craven : batterie, percussions
- Scott Levine Gilmore : batterie, percussion, guitare, mandoline, voix

## Discographie

### Albums studio
- 2000 : He Has Left Us Alone but Shafts of Light Sometimes Grace the Corner of Our Rooms...
- 2001 :  Born into Trouble as the Sparks Fly Upward
- 2003 :  "This Is Our Punk-Rock," Thee Rusted Satellites Gather+Sing
- 2005 :  Horses in the Sky
- 2008 :  13 Blues for Thirteen Moons
- 2010 :  Kollaps Tradixionales
- 2014 :  Fuck Off Get Free We Pour Light on Everything

### EPs
- 2004 :  Pretty Little Lightning Paw
- 2012 :  The West Will Rise Again
- 2014 : Hang on to Each Other